# Corcyrogobius liechtensteini
Corcyrogobius liechtensteini е вид бодлоперка от семейство Попчеви (Gobiidae). Видът не е застрашен от изчезване.

## Разпространение
Разпространен е в Босна и Херцеговина, Гърция (Крит), Испания (Балеарски острови), Италия (Сардиния), Франция (Корсика), Хърватия и Черна гора.

## Описание
На дължина достигат до 2,5 cm.